# Elisabeth von Braunschweig-Lüneburg (1494–1572)
Elisabeth von Braunschweig-Lüneburg (* 11. September 1494 in Celle; † 2. April 1572 in Geldern) war eine Prinzessin von Braunschweig-Lüneburg und durch Heirat Herzogin von Geldern.

## Leben
Elisabeth war eine Tochter des Herzogs Heinrich I. von Braunschweig-Lüneburg (1468–1532) aus dessen Ehe mit Margarete (1469–1528), Tochter des Kurfürsten Ernst von Sachsen.
Sie heiratete am 7. Dezember 1518 in Celle Karl von Egmond, Herzog von Geldern (1467–1538). Im Heiratsvertrag hatte sich Karl die Erbfolge Gelderns in Lothringen offengehalten sowie seiner Gemahlin eine lebenslange jährliche Rente von 4.000 Goldgulden und Amt und Stadt Geldern als Leibgedinge zugesichert. Die Ehe blieb kinderlos. Nach zehn Jahren Ehen verglich sich Kaiser Karl V. 3. Oktober 1528 in Gorinchem mit Karl von Egmond, wobei Karl Geldern und Zutphen für den Fall seines Todes an den Kaiser abtrat.
Elisabeth überlebte ihren Ehemann um viele Jahre. Sie zog sich auf ihr Wittum zurück und lebte auf der Burg Geldern. Als eifrige Katholikin bedachte sie die örtliche Pfarrkirche und die Kirche in Kerken mit großzügigen Geld- und Sachgeschenken. Der Versuch der Einführung der Reformation in ihrem Wittum wurde 1566 durch Elisabeth unterdrückt. Die Herzogin starb in Geldern und wurde unter dem Hochaltar der dortigen Pfarrkirche beigesetzt. Ein zu ihren Lebzeiten geplantes Grabmal kam nicht zur Ausführung.